# Promozione Campania-Molise 1971-1972
Nella stagione 1971-1972 la Promozione era il quinto livello del calcio italiano (il massimo livello regionale). Qui vi sono le statistiche relative al campionato in Campania e in Molise.
Il campionato è strutturato in vari gironi all'italiana su base regionale, gestiti dai Comitati Regionali di competenza. Promozioni alla categoria superiore e retrocessioni in quella inferiore non erano sempre omogenee; erano quantificate all'inizio del campionato dal Comitato Regionale secondo le direttive stabilite dalla Lega Nazionale Dilettanti, ma flessibili, in relazione al numero delle società retrocesse dal Campionato Interregionale e perciò, a seconda delle varie situazioni regionali, la fine del campionato poteva avere degli spareggi sia di promozione che di retrocessione.

## Girone A

### Squadre partecipanti
| Club                | Città (provincia)             | Stadio | Stagione precedente |
| ------------------- | ----------------------------- | ------ | ------------------- |
| Pol. Afragolese     | Afragola (NA)                 |        |                     |
| U.S. Campobasso     | Campobasso                    |        |                     |
| A.P. Forio          | Forio (NA)                    |        |                     |
| S.S. Frattese       | Frattamaggiore (NA)           |        |                     |
| S.S. Giugliano      | Giugliano in Campania (NA)    |        |                     |
| U.S. Gladiator      | Santa Maria Capua Vetere (CE) |        |                     |
| U.S.C. Grumese      | Grumo Nevano (NA)             |        |                     |
| Italsider Bagnolese | Napoli                        |        |                     |
| A.C. Lacco Ameno    | Lacco Ameno (NA)              |        |                     |
| Montecalvario       | Napoli                        |        |                     |
| Real Donnaregina    | Napoli                        |        |                     |
| S.I.S. Aversa       | Aversa (CE)                   |        |                     |
| U.S. Sessana        | Sessa Aurunca (CE)            |        |                     |
| U.P. Sibilla Bacoli | Bacoli (NA)                   |        |                     |
| Pol. Succivo        | Succivo (CE)                  |        |                     |

### Classifica finale
|  | Pos. | Squadra             | Pt | G  | V  | N  | P  | GF | GS | DR  |
|  | ---- | ------------------- | -- | -- | -- | -- | -- | -- | -- | --- |
|  | 1.   | Sessana             | 41 | 28 | 15 | 11 | 2  | 39 | 11 | +28 |
|  | 2.   | Campobasso          | 39 | 28 | 17 | 5  | 6  | 46 | 21 | +25 |
|  | 3.   | Gladiator           | 37 | 28 | 14 | 9  | 5  | 41 | 19 | +22 |
|  | 4.   | S.I.S. Aversa       | 34 | 28 | 13 | 8  | 7  | 31 | 24 | +7  |
|  | 5.   | Frattese            | 33 | 28 | 12 | 9  | 7  | 35 | 27 | +8  |
|  | 6.   | Italsider Bagnolese | 30 | 28 | 12 | 6  | 10 | 44 | 28 | +16 |
|  | 7.   | Montecalvario       | 29 | 28 | 10 | 9  | 9  | 33 | 34 | -1  |
|  | 8.   | Afragolese          | 26 | 28 | 8  | 10 | 10 | 27 | 28 | -1  |
|  | 9.   | Forio               | 26 | 28 | 11 | 4  | 13 | 41 | 47 | -6  |
|  | 9.   | Giugliano (-1)      | 26 | 28 | 11 | 5  | 12 | 27 | 35 | -8  |
|  | 11.  | Grumese             | 25 | 28 | 8  | 9  | 11 | 30 | 35 | -5  |
|  | 12.  | Lacco Ameno         | 22 | 28 | 7  | 8  | 13 | 30 | 50 | -20 |
|  | 13.  | Succivo             | 19 | 28 | 5  | 9  | 14 | 17 | 38 | -21 |
|  | 14.  | Real Donnaregina    | 17 | 28 | 6  | 5  | 16 | 24 | 50 | -26 |
|  | 15.  | Sibilla Bacoli      | 15 | 28 | 3  | 9  | 17 | 19 | 39 | -20 |

### Verdetti finali
- Sessana promossa in Serie D
- Campobasso promossa per ripescaggio al posto Vallo di Diano (Girone B) per rinuncia.
- Donnaregina e Sibilla Bacoli retrocedono in Prima Categoria

## Girone B

### Squadre partecipanti
| Club                    | Città (provincia)          | Stadio | Stagione precedente |
| ----------------------- | -------------------------- | ------ | ------------------- |
| S.S.C. A. Diaz          | Ottaviano (NA)             |        |                     |
| Pol. Acerrana           | Acerra (NA)                |        |                     |
| Alba Turris             | Torre del Greco (NA)       |        |                     |
| U.S. Ariano Valle Ufita | Ariano Irpino (AV)         |        |                     |
| U.S. Cicciano           | Cicciano (NA)              |        |                     |
| S.S. Ercolanese         | Ercolano (NA)              |        |                     |
| S.S. Felice Scandone    | Avellino                   |        |                     |
| G.S. Ebolitano, Eboli   | Eboli (SA)                 |        |                     |
| S.S. Leonida Gragnano   | Gragnano (NA)              |        |                     |
| U.S. Nolana             | Nola (NA)                  |        |                     |
| S.S. Pro San Giorgio    | San Giorgio a Cremano (NA) |        |                     |
| S.C. Sarnese            | Sarno (SA)                 |        |                     |
| A.S.C. Saviano          | Saviano (NA)               |        |                     |
| U.S. Vallo di Diano     | Polla (SA)                 |        |                     |
| S.S. Vis San Severinese | Mercato San Severino (SA)  |        |                     |

### Classifica finale
|  | Pos. | Squadra                 | Pt | G  | V  | N  | P  | GF | GS | DR  |
|  | ---- | ----------------------- | -- | -- | -- | -- | -- | -- | -- | --- |
|  | 1.   | Vallo di Diano (-1)     | 40 | 27 | 17 | 7  | 3  | 45 | 17 | +28 |
|  | 2.   | Ebolitano               | 39 | 28 | 16 | 7  | 5  | 33 | 13 | +20 |
|  | 3.   | Nolana                  | 34 | 28 | 12 | 10 | 6  | 49 | 23 | +26 |
|  | 4.   | Alba Turris             | 33 | 28 | 13 | 7  | 8  | 38 | 21 | +17 |
|  | 5.   | Pro San Giorgio         | 30 | 28 | 14 | 2  | 12 | 50 | 33 | +17 |
|  | 6.   | Cicciano                | 29 | 28 | 10 | 9  | 9  | 43 | 33 | +10 |
|  | 7.   | Sarnese                 | 29 | 28 | 11 | 7  | 10 | 29 | 30 | -1  |
|  | 8.   | Ercolanese              | 28 | 28 | 9  | 10 | 9  | 28 | 23 | +5  |
|  | 9.   | Felice Scandone         | 26 | 27 | 8  | 10 | 9  | 27 | 36 | -9  |
|  | 10.  | Leonida Gragnano        | 25 | 27 | 9  | 7  | 11 | 36 | 37 | -1  |
|  | 11.  | Saviano                 | 25 | 27 | 8  | 8  | 11 | 15 | 22 | -7  |
|  | 12.  | Acerrana                | 22 | 28 | 8  | 6  | 14 | 20 | 42 | -22 |
|  | 13.  | Vis San Severinese (-1) | 21 | 28 | 9  | 4  | 15 | 30 | 51 | -21 |
|  | 14.  | Ariano Valle Ufita      | 19 | 28 | 6  | 7  | 15 | 21 | 39 | -18 |
|  | 15.  | A. Diaz (-2)            | 13 | 28 | 5  | 5  | 18 | 12 | 55 | -43 |

- (Vallo di Diano, Felice Scandone, Leonida Gragnano e Saviano una partita di meno.

### Verdetti finali
- Il Vallo di Diano rinuncia alla promozione in Serie D.